# Phong Nha-Ke Bang nationalpark
Phong Nha-Ke Bang är en nationalpark och ett världsarvsområde i Vietnam som ligger i de centrala delarna av provinsen Quang Binh, på gränsen mellan distrikten Bo Trach och Minh Hóa, 50 kilometer norr om staden Dong Hoi och 450 kilometer söder om landets huvudstad Hanoi.
Phong Nha-Ke Bang nationalpark består idag av ett 857,54 km² stort kärnområde, samt en buffertzon på ytterligare 1 954 km². Området där parken ligger är en del av ett av de största sammanhängande karstområdena i världen, med ursprung från Paleozoikum och totalt innehåller parken 300 grottor med en sammanlagd längd av omkring 70 kilometer. Av dessa har endast cirka 20 kilometer blivit granskade av brittiska och vietnamesiska forskare. I området finns också många underjordiska floder och parken har även en stor biologisk mångfald. Det första skyddet av området utlystes år 1986, då den vietnamesiska regeringen avsatte en yta på 50 km² som naturreservat. Detta utökades år 1991 till att omfatta 411,32 km². År 2001 ombildades naturreservatet till en nationalpark och på Unescos världsarvslista blev området uppsatt år 2003.
Området har ett tropiskt klimat, med en medeltemperatur över året på mellan 23 och 25 grader. De varmaste månaderna är juni till augusti, då medeltemperaturen är omkring 28 grader. Lägst är medeltemperaturen under december till februari, omkring 18 grader. Mest regn faller det mellan juli och december, men området har över 160 regndagar per år och ingen månad är helt utan regn.
I april 2009 utforskade en grupp brittiska grottforskare grottan Son Dong i Phong Nha-Ke Bang nationalpark, och denna är nu istället för Deer Cave i Gunung Mulu nationalpark i Malaysia den största kända grottan i världen. Ett flertal mindre grottor och grottpassager upptäcktes också och den sammanlagda längden på grottsystemet i Phong Nha-Ke Bang nationalpark uppskattas nu till 126 kilometer.

## Flora och fauna
Det finns 2 000 olika växtarter, 1 800 olika insekter, 320 fågelarter, 64 däggdjur och 33 olika reptilarter. Några av dessa återfinns bara här, många är dessutom hotade.

### Flora
Enligt resultaten av initiala granskningar den primära tropiska skogen i Phong Nha–Ke Bang finns här 140 familjer, 427 släkten och 751 arter av kärlväxter. 36 av dessa arter finns upptagna på Vietnams lista över hotade arter.
De vanligaste trädarterna i parken är Hopea sp., Sumbaviopsis albicans, Garcinia fragraeoides, Burretionendron hsienmu, Chukrasia tabularis, Photinia aroboreum och Dysospyros saletti. Ungplantorna kan endast utvecklas till fullväxta träd i hål och sprickor i kalkstenen där jord har ackumulerats, så i allmänhet är trädens återhämtning efter en störning långsam.
Skogstypen i nationalparken domineras av städsegröna trädarter med spridda lövfällande träd, som Dipterocarpus kerri, Anogeissus acuminate, Pometia pinnata och Lagerstroemia calyculata.
De mest framträdande växtfamiljerna i parken är Lauraceae, Fagacaeae, Theaceae och Rosaceae, med några spridda nakenfröiga växter, som Podocarpus imbricatus, Podocarpus neriifolius, och Nageia fleuryi.
I nationalparken finns också 50 km² skog av Calocedrus macrolepis (med inslag av Calocedrus rupestris) på kalkstensberggrund. Denna är den största skogen med detta träd i Vietnam. De flesta av träden i skogen är 500-600 år gamla. Träden listas i gruppen 2A (sällsynt, värdefull och begränsad utbredning) i skrivelsen 3399/VPCP-NN, en rättelse till dekret 48 av regeringen av Vietnam, daterad till 21 juni 2002.
Det nationella universitetet i Hanoi har under senare år i kombination med forskningscentrat för Phong Nha-Ke Bang nationalpark upptäckt ytterligare 1 320 arter i parken, som av några grupper bedöms som speciellt sällsynta och värdefulla.
Bland annat har biologerna upptäckt tre sällsynta arter av orkidéer, Paphiopedilum malipoense, Paphiopedilum dianthum och Paphiopedilum concolor. Dessa tre arter bedömdes 1996 av IUCN som hotade av utrotning i den nära framtiden. De endemiska arterna i Phon Nha-Ke Bang nationalpark består av: Burretiodendron hsienmu, Cryptocarya lenticellata, Deutrizanthus tonkinensis, Eberhardtia tonkinensis, Heritiera macrophylla, Hopea sp., Illicium parviflorum, Litsea baviensis, Madhuca pasquieri, Michelia faveolata, Pelthophorum tonkinensis, Semecarpus annamensis och Sindora tonkinensis.

### Fauna
Skogen är också hem till 98 familjer, 256 genera och 381 arter av ryggradsdjur. Av dessa finns 66 arter upptagna på Vietnams lista över hotade arter, och 23 arter är rödlistade av IUCN.
En ny art av geckoödla, Cyrtodactylus phongnhakebangensis, har upptäckts i parken.
Nationalparken hyser också betydande populationer av flera av Vietnams primater, med tio olika arter och underarter. Dessa inkluderar den globalt sårbara Macaca leonina, Macaca assamensis, Macaca arctoides, Nomascus leucogenys och Nomascus leucogenyssikien. Parken är antagligen hem till den största populationen av Trachypithecus francoisi i Vietnam, som dessutom inkluderar två olika former av arten. Området hyser också mycket viktiga populationer av Trachypithecus hatinhensis och Trachypithecus ebenus. Det är otvivelaktigt de största populationerna av dessa arter i världen och antagligen den enda populationen som finns företrädd i ett skyddat område. Andra hotade stora däggdjur som finns i parken inkluderar Capricornis sumatraensis, Megamuntiacus vuquangensis och eventuellt Pseudoryx nghetinhensis. Kragbjörn (Selenarctos thibetanusen) och malajbjörn (Helarctos malayanus) finns också i parken. Andra mindre däggdjur inkluderar myrkotten Manis javanica och den för en tid sedan upptäckta randiga haren som lokalt kallas ”tho van” (Nesolagus timminsii). Tio fladdermössarter som finns upptagna på IUCN:s lista över hotade arter har observerats i parken.
Av de 59 observerade reptil- och amfibiearterna listas 18 som hotade i Vietnam, och 6 arter listas som hotade av IUCN. De 72 registrerade fiskarterna inkluderar 4 arter som är endemiska för området, inklusive Chela quangbinhensis. Parken är även hem till över 200 fågelarter, av vilka flera är sällsynta, som: malajhöna (Tropicoperdix charltonii), rödhuvad gröngöling (Picus rabieri), brun näshornsfågel (Anorrhinus austeni), sottimalia (Stachyris herberti) och vietnamskärtimalia (Napothera danjoui).
En undersökning av ryska och vietnamesiska forskare antecknade 259 fjärilsarter av 11 olika familjer. Nästan alla i Vietnam representerade fjärilsfamiljer kan återfinnas i Phong Nha-Ke Bang nationalpark.

## Bilder

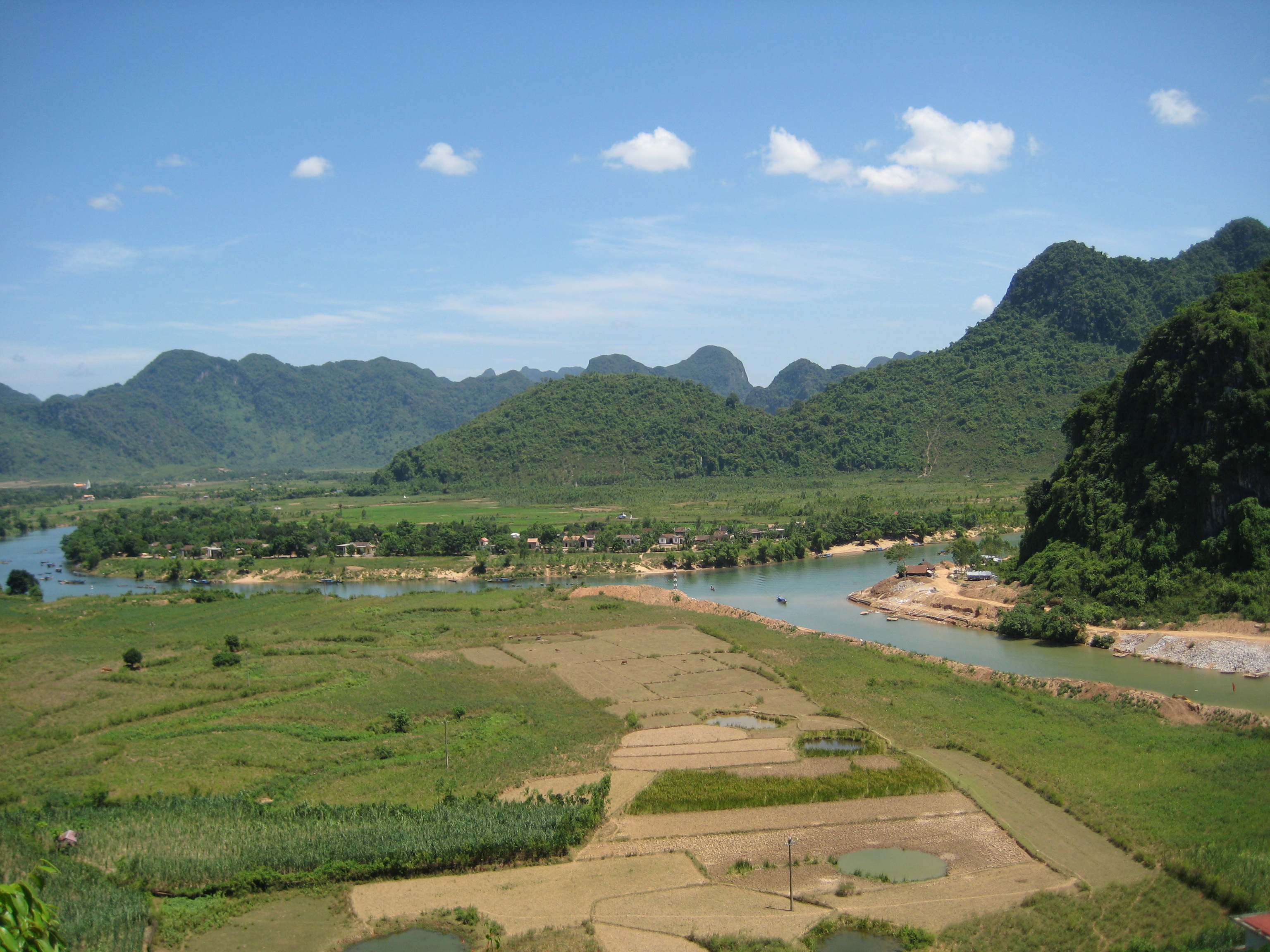
Phong Nha-Ke Bang
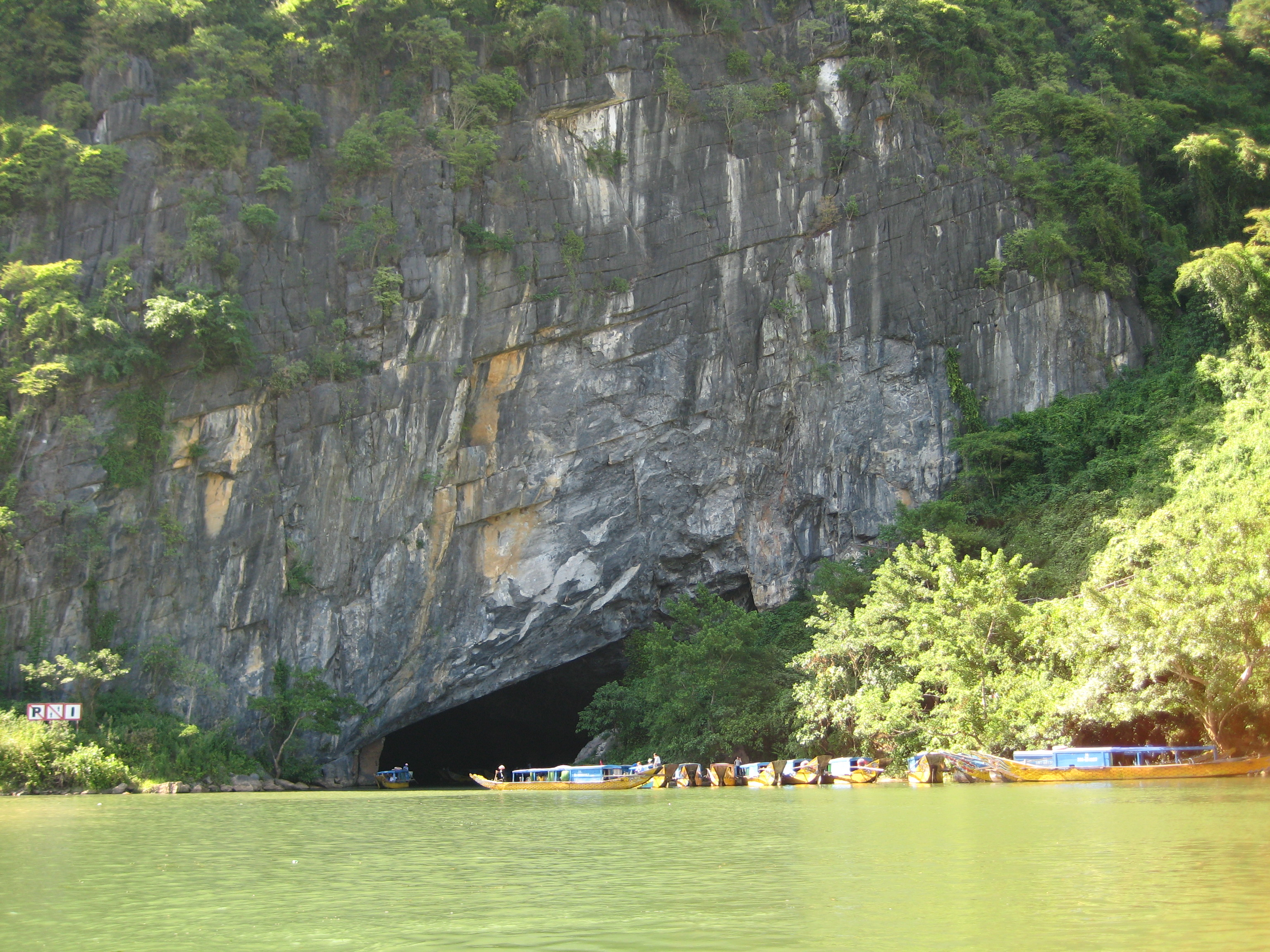
Phong Nha
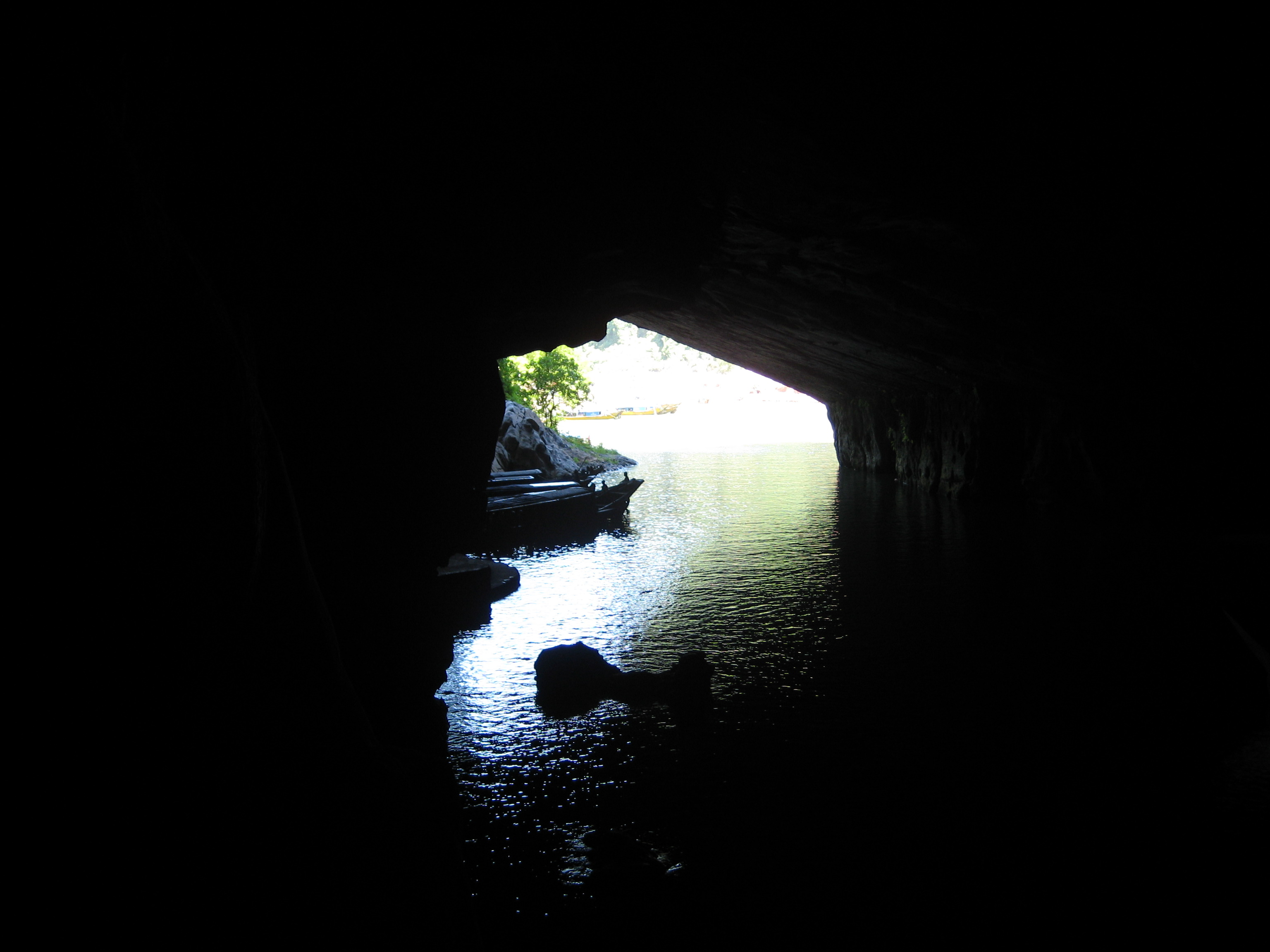
Phong Nha
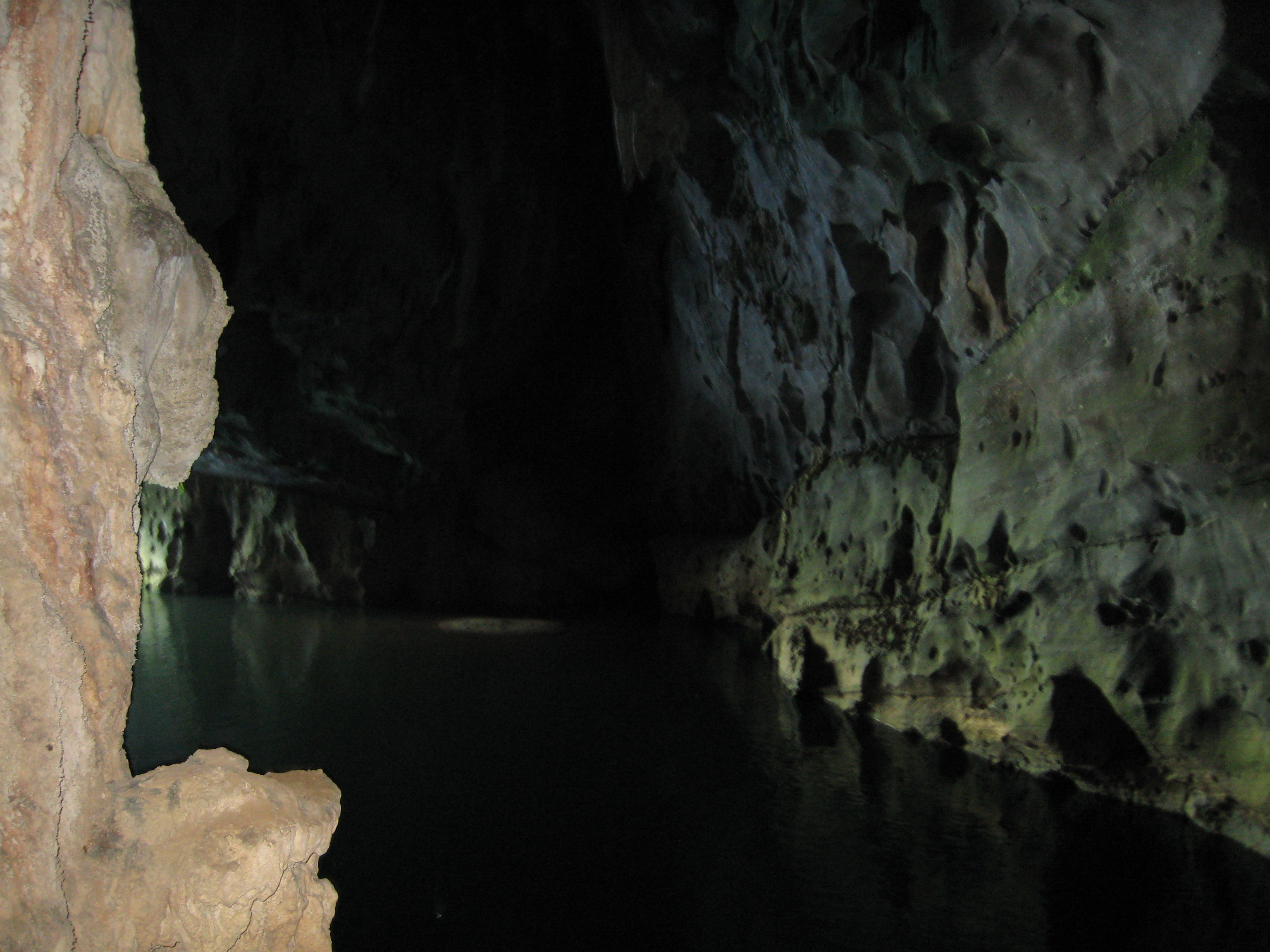
Phong Nha-Ke Bang
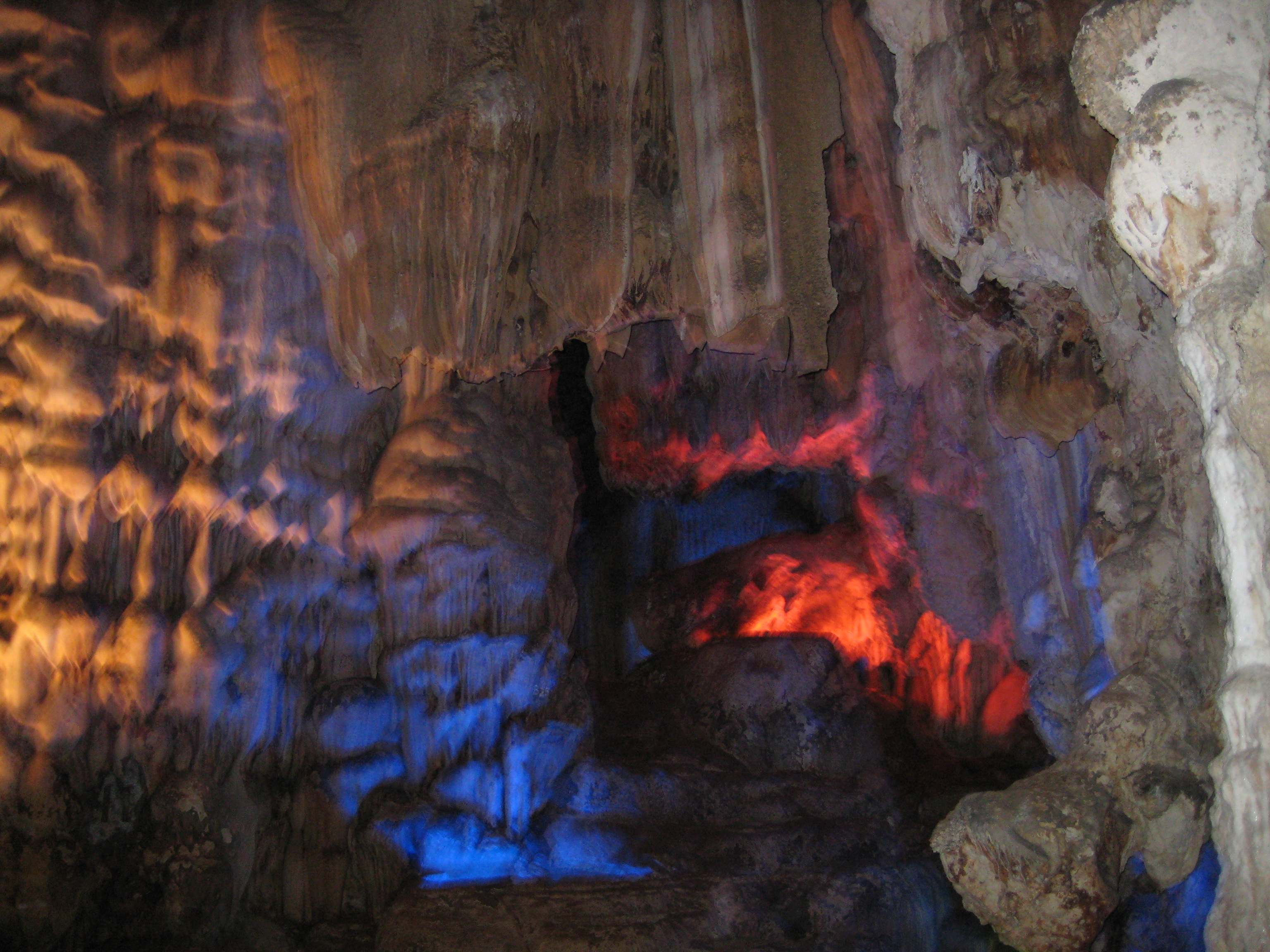
Phong Nha
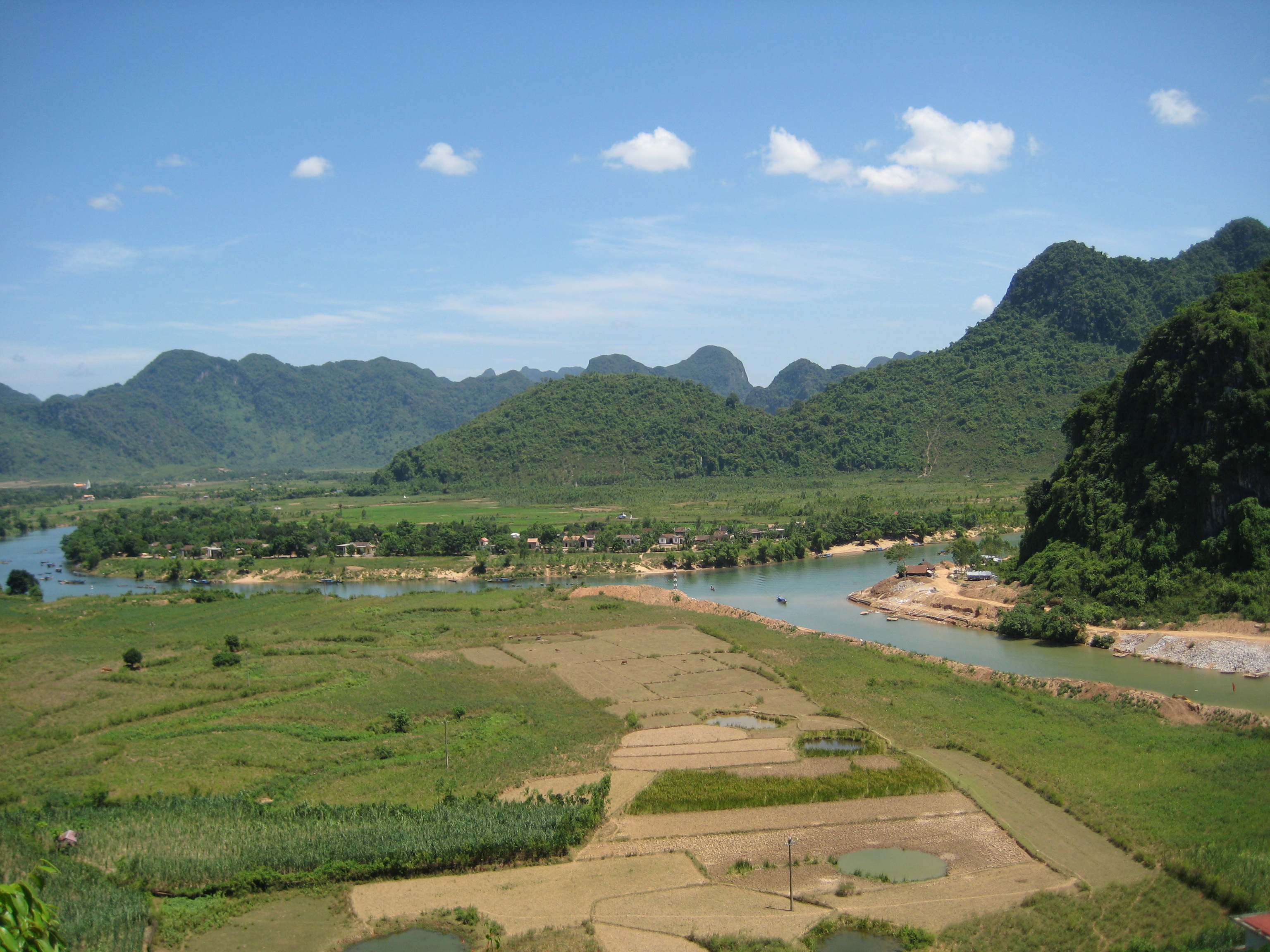
Phong Nha-Ke Bang
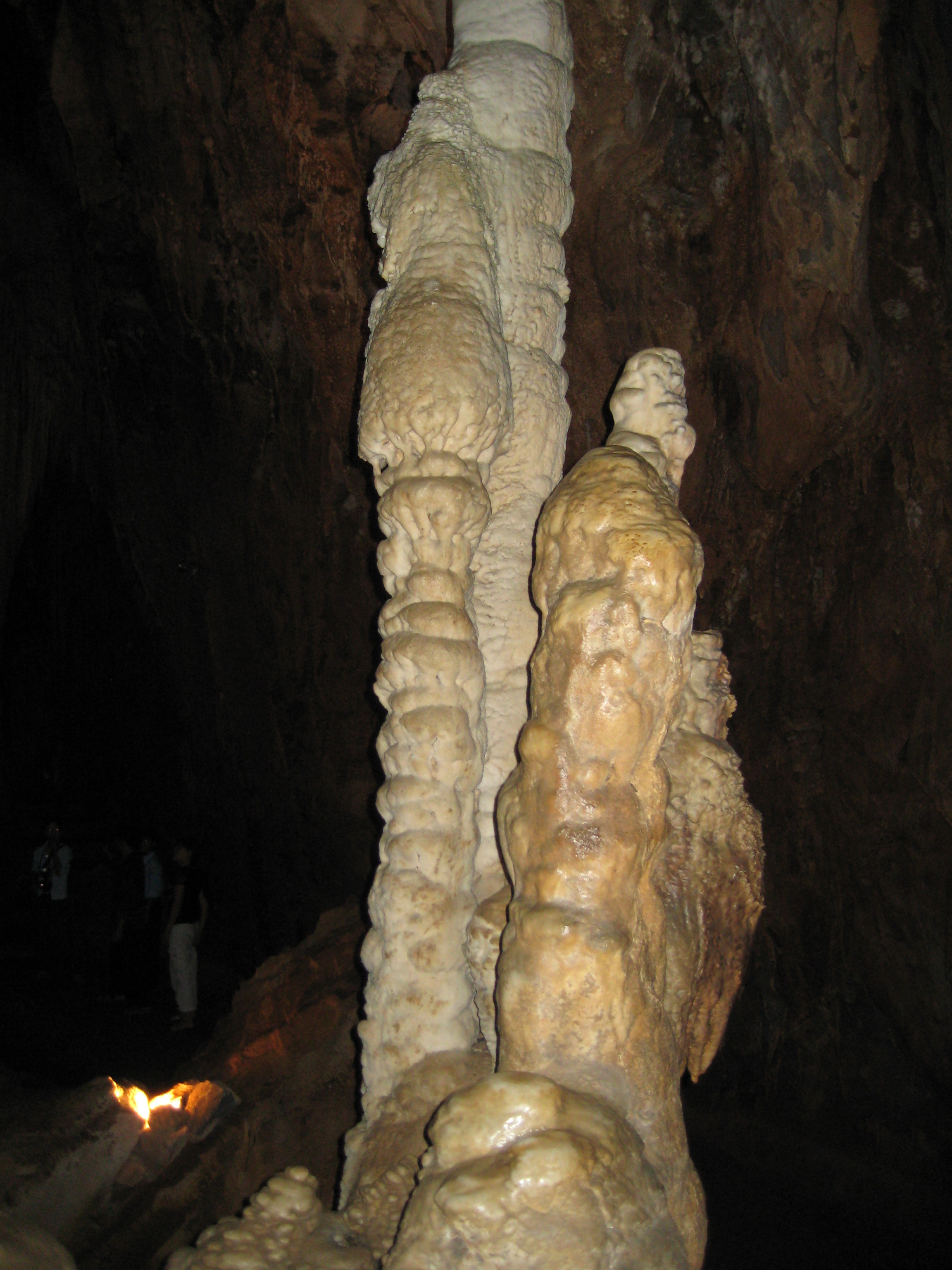
Phong Nha-Ke Bang
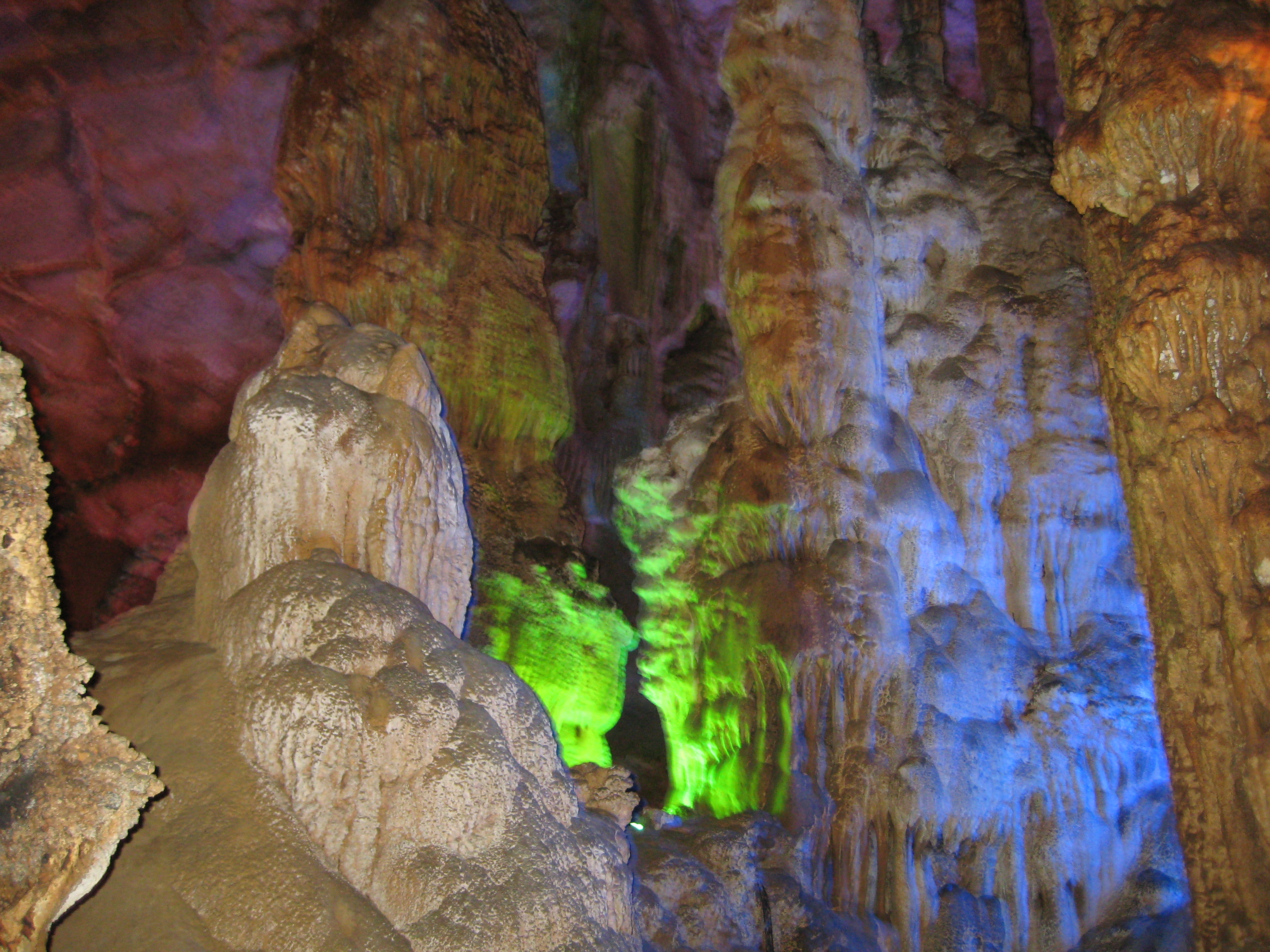
Phong Nha-Ke Bang
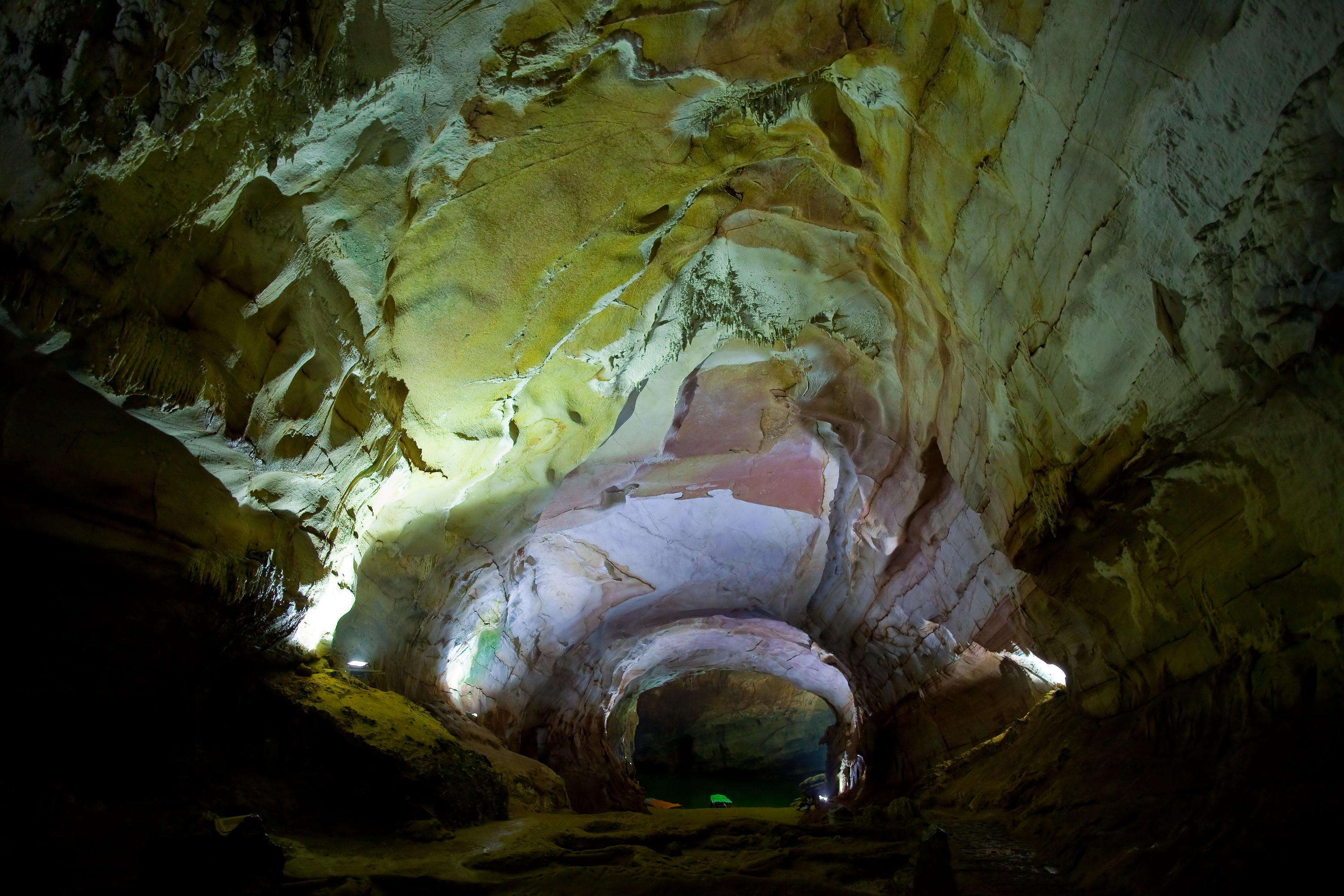
Phong Nha-Ke Bang
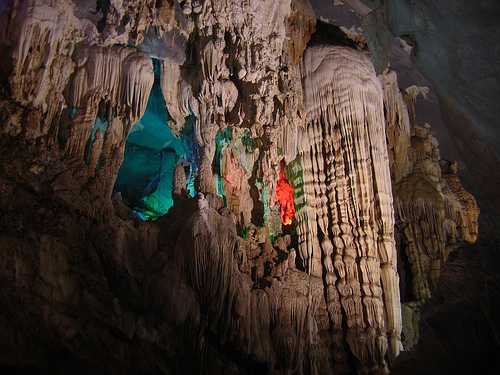
Phong Nha-Ke Bang
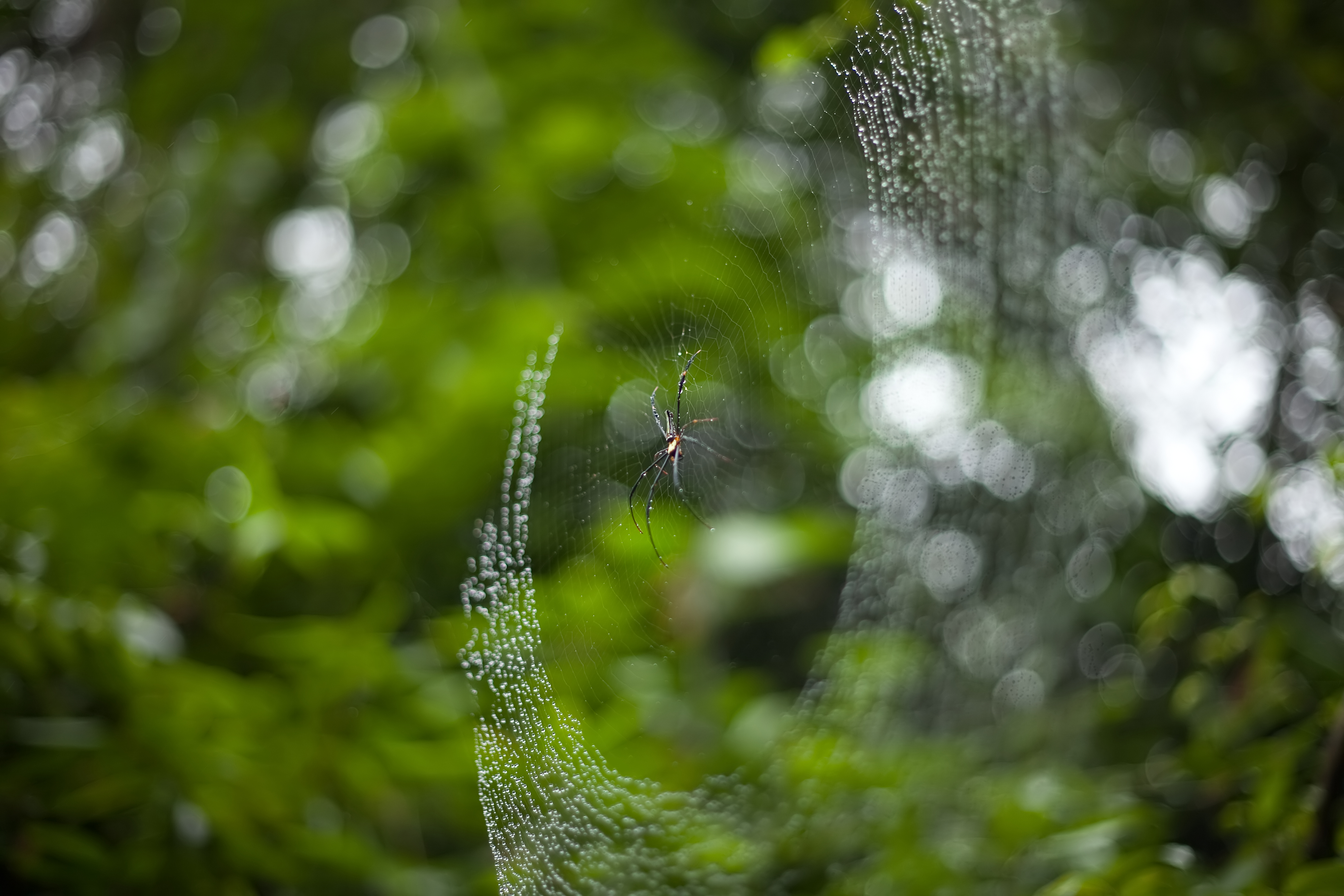
Phong Nha-Ke Bang